# Roland Garros
Eugène Adrien Roland Georges Garros (pronunție în franceză [ʁɔlɑ̃ ɡaʁɔs]; 6 octombrie 1888 – 5 octombrie 1918) a fost un aviator și pilot de vânătoare francez în cursul Primului Război Mondial.

## Biografie
Eugène Adrien Roland Georges Garros s-a născut în Saint-Denis, Réunion, și a studiat la Liceul Janson-de-Sailly din Paris și la Școala de Înalte Studii Comerciale (HEC) din Paris. El și-a început carieră de aviator în 1909, când a zburat cu un monoplan Demoiselle (Libelula), o aeronavă care zbura doar cu un pilot ușor. A obținut brevetul de pilot Ae.C.F. nr. 147 în iulie 1910. În 1911 Garros a început să zboare pe monoplane Blériot și a participat la o serie de curse aeriene din Europa cu acest tip de aeronavă, inclusiv la cursa aeriană Paris-Madrid din 1911 și la Circuitul Europei (Paris-Londra-Paris), unde a terminat pe locul al doilea.
Pe 4 septembrie 1911 a stabilit un record de altitudine de 3.950 de metri. În anul următor, pe 6 septembrie 1912, după ce aviatorul austriac Philipp von Blaschke a zburat la înălțimea de 4.360 m, el a realizat un nou record de altitudine, zburând la 5.610 m.
În 1913 a început să zboare pe monoplanele Morane-Saulnier, care erau mai rapide, și a câștigat faimă prin efectuarea primului zbor non-stop peste întreaga Mare Mediterană din orașul Fréjus, aflat în sudul Franței, până în orașul Bizerte din Tunisia într-un Morane-Saulnier G. În anul următor, Garros s-a alăturat Armatei Franceze la izbucnirea Primului Război Mondial.

### Prima bătălie aeriană
Potrivit unei relatări larg răspândite din 3 august 1914, Garros a intrat cu avionul său într-un dirijabil german Zeppelin deasupra frontierei germane, distrugând aeronava inamică și ucigând echipajul acesteia din două persoane în ceea ce a fost considerată a fi prima luptă aeriană din istoria lumii.

### Dezvoltarea sincronizatorului

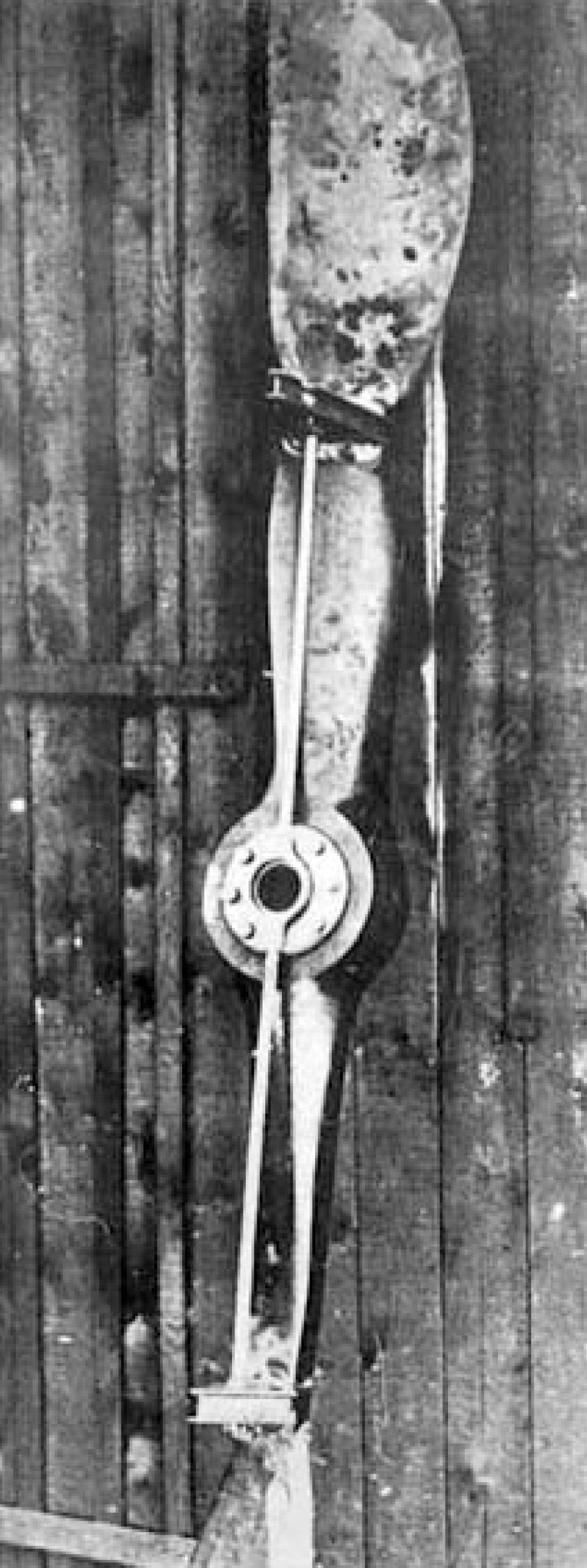
Elicea lui Garros, cu deflectoarele sale, după ce a fost recuperată din aeronava sa doborâtă

În stadiile incipiente ale războiului aerian din Primul Război Mondial problema instalării unei mitraliere pe avioanele de luptă a fost analizată de mai mulți specialiști. O importantă contribuție în acest sens a fost adusă de inginerul și inventatorul român George „Gogu” Constantinescu, sincronizatorul inventat de el fiind introdus la avioanele britanice de luptă începând cu martie 1917. Contribuția lui Anthony Fokker în acest sens nu a fost dovedită, singura dovadă fiind o lucrare a acestuia din anul 1929. Roland Garros a avut, de asemenea, un rol semnificativ în îmbunătățirea sistemului de tragere de pe avioanele militare.
Ca pilot de recunoaștere în Escadrila MS26, Garros a vizitat Fabrica Morane-Saulnier în decembrie 1914. Munca lui Saulnier pentru realizarea unui deflector de metal atașat la palele elicei a fost preluată de către Garros; el a montat în cele din urmă un astfel de dispozitiv pe aeronava Morane-Saulnier Tip L. Aero Club of America i-a acordat o medalie pentru această invenție trei ani mai târziu. Garros a doborât o aeronavă germană, trăgând asupra ei cu mitraliera printre palele elicei pe 1 aprilie 1915; alte două victorii asupra aeronavelor germane au fost realizate pe 15 și 18 aprilie 1915.
Pe 18 aprilie 1915, avionul său a aterizat în liniile germane fie din cauza înfundării conductelor de alimentare cu combustibil, fie, după alte relatări, pentru că a fost doborât de focul artileriei de la sol. Sublocotenentul Garros nu a reușit să-și distrugă complet aeronava înainte de a fi luat prizonier: în mod semnificativ, mitraliera și elicea blindată au rămas intacte. Legenda spune că, după examinarea bucată cu bucată a avionului, inginerii aeronautici germani, conduși de Fokker, au proiectat un dispozitiv de sincronizare îmbunătățit. În fapt, munca la realizarea sistemului lui Fokker începuse cu cel puțin șase luni înainte ca aeronava lui Garros să cadă în mâinile lor. Odată cu apariția dispozitivului de sincronizare, avioanele Fokker au început să doboare tot mai multe aeronave aliate în ceea ce a devenit cunoscută ca Năpasta lui Fokker.

### Evadarea din lagărul de prizonieri
Fiind considerat un militar valoros, Roland Garros a fost supus unei monitorizări speciale și mutat dintr-un lagăr în altul (Küstrin, Trier, Gnadenfrei, Magdeburg, Burg și din nou Magdeburg), căci trebuia să fie împiedicat să aibă timp pentru a crea condițiile unei evadări. După mai multe încercări nereușite: printr-un tunel, pe mare sau cu avionul (misiune pentru care Jules Védrines s-a oferit voluntar), Roland Garros a reușit să scape după trei ani, la 15 februarie 1918, împreună cu locotenentul Anselme Marchal.
Într-adevăr, la sfârșitul anului 1917, Roland Garros este transferat în lagărul de prizonieri de război de la Magdeburg, unde a întâlnit un prizonier care vorbea foarte bine limba germană: Anselme Marchal. Cu ajutorul camarazilor, cei doi bărbați își confecționează uniforme de ofițeri germani. Apoi, îmbrăcați astfel, trec printre cele patru santinele sub acoperirea întunericului și al tonului răstit al lui Anselm. Ieșiți din lagăr, se îmbrăcă în haine civile și încep un lung periplu prin Germania, ajungând în Olanda, apoi în Anglia și în cele din urmă în Franța, unde Garros s-a alăturat din nou Armatei Franceze. El a făcut parte din Escadrila 26 și a pilotat un Spad, cu care a pretins că a obținut două victorii pe 2 octombrie 1918, dintre care doar una a fost confirmată.

### Moartea
Pe 5 octombrie 1918, el a fost doborât și ucis în apropiere de Vouziers, Ardennes, cu o lună înainte de sfârșitul războiului și cu o zi înainte să împlinească vârsta de 30 de ani. Adversarul său a fost, probabil, asul german Hermann Habich din escadrila Jasta 49.

## Moștenire
Garros este considerat în mod eronat primul as al aviației. De fapt, el a doborât doar patru aeronave; definiția noțiunii de „as” presupune realizarea a cel puțin cinci victorii aeriene. Onoarea de a deveni primul as o deține un alt aviator francez, Adolphe Pégoud.

## Locuri numite după Roland Garros
Un centru de tenis, unde venea frecvent atunci când făcea studii la Paris, a fost numit în anul 1928 Stade de Roland Garros. Arena găzduiește partidele de tenis din cadrul Openului Francez unul dintre cele patru turnee de tenis ce formează competiția Grand Slam. În consecință, turneul este numit oficial Les internationaux de France de Roland-Garros („Internaționalele Franței de la Roland Garros”).
Potrivit romanului Dumb Luck (1936) al lui Vũ Trọng Phụng, guvernul din Hanoi din perioada colonială a numit principala arenă de tenis a orașului după Roland Garros. 
Aeroportul internațional din La Réunion, Aeroportul Roland Garros, este, de asemenea, numit după el. Locul unde a aterizat în Bizerte este numit în prezent Roland Garros.
Constructorul auto francez Peugeot a comandat o versiune în ediție limitată Roland Garros a modelului 205 pentru a celebra turneul de tenis care-i poartă numele. Modelul includea o vopsea specială și o tapițerie din piele în interior. Datorită succesului acestei ediții speciale, Peugeot a creat ulterior ediții Roland Garros ale modelelor 106, 108, 206, 207, 208, 306, 307, 406 și 806.